# Manaslu
Manaslu, även känt som Kutang, är världens åttonde högsta berg, 8156 meter högt. Berget är beläget i Mansiri Himal, i Nepal, Himalaya. Berget bestegs för första gången 9 maj 1956 av Toshio Imanishi och Gyalzen Norbu i en japansk expedition. Expeditionen leddes av Maki Yūkō, också känd som Maki Aritsune.
Det har sagts att ”precis som att engelsmän betraktar Mount Everest som sitt berg, har Manaslu alltid varit ett japanskt".

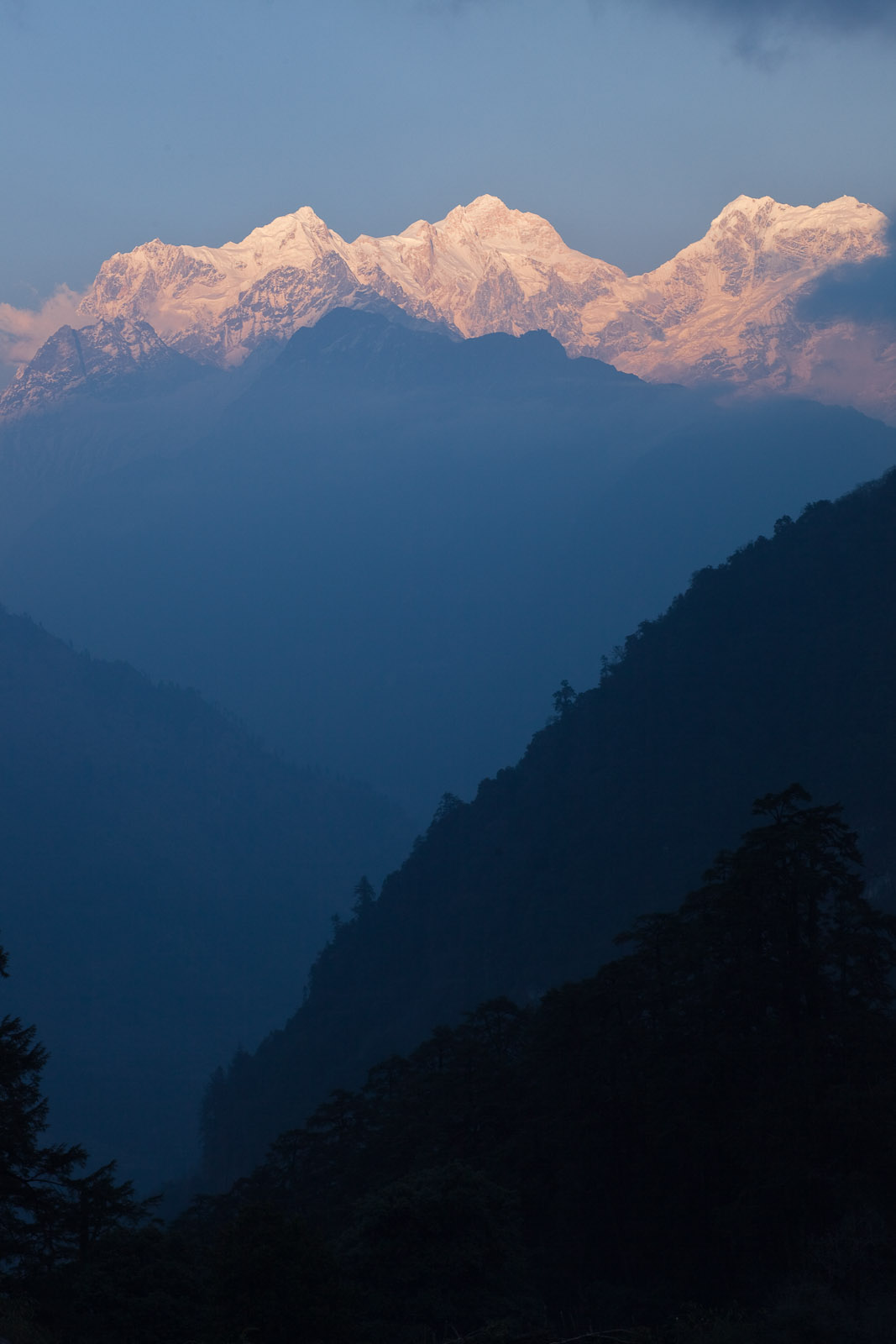
Manaslu från byn Timang.

Fram till maj 2008 hade Manaslu bestigits 297 gånger och haft 53 dödsfall.

## Etymologi
Manaslu kommer från sanskrit, Manasa, som betyder "ande" eller "själ". Betydelsen har därför blivit "Bergets ande".